# Сказання про святих Бориса і Гліба
«Сказаніє і страсть і похвала святим Борису та Глібу» — один із найвидатніших давньоруських агіографічних творів, центральна пам'ятка борисоглібського циклу (що включає «Сказаніє…», літописну повість про святих Бориса та Гліба, «Чтєніє о житії і погублєнії святую страстотерпцю», написане Нестором, проложні казання, паремійні читання, церковні служби святим). Автор «Сказанія…» невідомий, за змістом воно близьке до літописних статей 1015—19 рр. У «Сказанії…» оповідається про родину київського князя Володимира Святославича, «страсть» (мученицьку смерть) святих Бориса і Гліба, коротко подано історію боротьби князів Ярослава Мудрого і Святополка Окаянного та встановлення культу святих (пошуки тіла Гліба, перенесення його у Вишгород до могили Бориса). Наприкінці вміщено похвалу й молитовне звернення до святих.
Літописна історія «Сказанія…» реконструюється гіпотетично. Встановлено, що текст «Сказанія…» складався поступово в XI — на поч. XII ст. і є контамінацією більш ранніх джерел, але щодо етапів укладення та характеру складових компіляції одностайної думки немає. Датування пам'ятки залежить від того, як датують початок канонізації святих (1030—40-ми чи 1050—70-ми рр.), найчастіше вказують бл. 1072 р. Так само суперечливим є і визначення співвідношення текстів борисо-глібського циклу. Визнається, що між ними існує текстуальна залежність, проте щодо її напряму висловлювалися взаємовиключні гіпотези. Наприклад, не з'ясовано, походять літописні статті від «Сказанія…» чи, навпаки, «Сказаніє…», написане на основі «Повісті временних літ»; по-різному визначається залежність «Сказанія…» та «Чтєнія…» та ін.
Загалом відомо бл. 200 списків «Сказанія…». Найраніший із них — з Успенського збірника. На наш час пам'ятка дійшла в кількох редакціях (С. Бугославський виокремив 6). В одній із них, репрезентованій Успенським списком та деякими іншими, «Сказаніє…» завершується «Сказанієм чудес святою страстотерпцю», що містить: повість про чудеса святих, оповідь про побудування їм церков у Вишгороді та перенесення мощей 1072 і 1115 рр. Припускають, що ця пам'ятка також укладалася поетапно в 2-й половині XI — на початку XII ст.